# Victor Pálsson
Guðlaugur Victor Pálsson (* 30. April 1991 in Reykjavík) ist ein isländischer Fußballspieler, der seit Ende Juli 2024 bei Plymouth Argyle spielt. Der Mittelfeldspieler ist darüber hinaus mehrfacher isländischer Nationalspieler.

## Sportliche Laufbahn

### Vereine
Victor begann seine Fußballkarriere in seiner Heimat Island bei Fylkir Reykjavík, wechselte aber schon in der Jugend nach Dänemark zu Aarhus GF. Im Jahr 2009 wechselte er nach England in die Jugendmannschaft des FC Liverpool, dann im Jahr 2010 in die erste Mannschaft, in der sich aber nicht durchsetzen konnte. Um Spielpraxis zu sammeln, verliehen ihn die Nordengländer nach London zu Dagenham & Redbridge, die gerade in die zweite Liga aufgestiegen waren.
In den nächsten sechs Jahren spielte Victor bei verschiedenen Vereinen in Schottland, den USA, Niederlande, Schweden und Dänemark, bevor er 2017 einen Vertrag beim Schweizer Erstligisten FC Zürich unterzeichnete, der zur Saison 2017/18 gerade erst wieder in die Super League aufgestiegen war. Am Ende der Saison gewann er mit der Mannschaft als Kapitän den Schweizer Cup.
Innerhalb der Winterpause der Folgesaison ging Victor Pálsson nach Deutschland und unterschrieb beim dortigen Zweitligisten SV Darmstadt 98 einen bis Juni 2022 gültigen Vertrag. Sein Debüt für die Lilien gab er am 29. Januar 2019 beim 2:1-Heimsieg gegen den FC St. Pauli. In seiner ersten halben Saison kam er auf 15 Einsätze. Auch in seiner zweiten Saison war er unter Dimitrios Grammozis Stammspieler und stand in 33 Spielen auf dem Platz, in denen er insgesamt drei Tore erzielen konnte. In der Saison 2020/21 kam er unter Markus Anfang auf 21 Ligaeinsätze und drei Tore. Während der Saison fiel er für zwei Monate mit einer Fingerverletzung aus. Die Mannschaft erreichte Platz 7 in der Liga.
Zur Saison 2021/22 wechselte Victor Pálsson zum Bundesliga-Absteiger FC Schalke 04, trainiert von seinem ehemaligen Trainer Grammozis, bei dem er einen Vertrag bis zum 30. Juni 2023 unterschrieb. Er gehörte meist zum Stammpersonal, auch als Mike Büskens die Mannschaft übernahm, und steuerte 27 Einsätze (21-mal von Beginn) zur Zweitligameisterschaft und direkten Wiederaufstieg bei.
Ende Juli 2022 wechselte Victor Pálsson während der laufenden Saison 2022 der Major League Soccer zu D.C. United. Er unterschrieb beim Franchise aus Washington, D.C. einen Vertrag bis zum 31. Dezember 2024, der vom Club per Option um ein weiteres Jahr verlängert werden kann. Im Rest der Saison 2022 kam er auf 10 von 14 möglichen Ligaspielen für D.C. United. In der nächsten Saison waren es 18 von 24 möglichen Ligaspielen.
Ende Juli 2023 wechselte er zum belgischen Erstdivisionär KAS Eupen, bei dem er einen Vertrag mit einer Laufzeit von drei Jahren unterschrieb. In seiner ersten Saison bestritt er 35 von 36 möglichen Ligaspiele für Eupen, in denen er zwei Tore schoss, sowie ein Pokalspiel. Lediglich im letzten Spiel der Saison fehlte er wegen einer Knieverletzung. Die Saison endete mit dem Abstieg der KAS Eupen in die Division 1B. Daraufhin wechselte er in die englische Championship zu Plymouth Argyle. Nach nur acht Einsätzen in der ersten Saisonhälfte konnte er sich nach dem Trainerwechsel von Wayne Rooney zu Miron Muslić ab Anfang 2025 als regelmäßiger Startelfspieler in der Innenverteidigung durchsetzen, sodass er bis zum Ende der Saison auf insgesamt 25 von 46 möglichen Einsätzen kam. Im Sommer 2025 stieg er mit der Mannschaft in die drittklassige EFL League One ab.

### Nationalmannschaft
Victor war in allen Jugendnationalmannschaften seines Landes aktiv und steht aktuell im Kader der A-Nationalmannschaft Islands, war allerdings weder bei der EM 2016 noch bei der WM 2018 dabei. Bei den Playoffs der Europameisterschaft-Qualifikation 2021 erreichte er mit Island das Finale, scheiterte dort aber an Ungarn, wobei er über die volle Spielzeit auf dem Platz stand. Bei dem Spiel zur WM-Qualifikation 2021/22 am 31. März 2021 gegen Liechtenstein, erzielte Victor seinen ersten Treffer für die Nationalmannschaft.

## Persönliches
Sein Vater stammt aus Portugal, dessen Vorfahren kamen aus Mosambik. Seine Mutter war Isländerin mit schottisch-amerikanischen Wurzeln. Bei der Geburt von Victor war sie 18 Jahre alt und zog ihren Sohn zunächst alleine groß. Als Victor schließlich nach Dänemark wechselte, begleiteten ihn seine Stiefschwester und seine Mutter. Seine Mutter starb im Dezember 2020 nach einem langen Kampf gegen Alkohol und Drogen.

## Erfolge
- Schweizer Cupsieger: 2017/18
- Meister der 2. Bundesliga und Aufstieg in die Bundesliga: 2022